# Hàm mũ
Trong toán học, hàm mũ là hàm số có dạng y = ax, với cơ số a là số dương khác 1.

## Tính chất

Đồ thị của các hàm số: y = 10^{x}, y = e^{x}, y = 2^{x}, y = (1/2)^{x} (cơ số ghi ngay trên đồ thị tương ứng).

- Hàm số luôn dương với mọi giá trị của x.
- Nếu a > 1 hàm đồng biến, 0 < a < 1 hàm nghịch biến.
- Đồ thị nhận trục hoành làm đường tiệm cận và luôn cắt trục tung tại điểm có tung độ bằng 1.
- Đạo hàm:

{\displaystyle \,{d \over dx}e^{x}=e^{x}.}
{\displaystyle {d \over dx}e^{f(x)}=f'(x)e^{f(x)}.}
{\displaystyle \,{d \over dx}a^{x}=a^{x}ln(a).}
{\displaystyle \,{d \over dx}a^{f(x)}=f'(x)a^{f(x)}ln(a).}
- Hàm mũ luôn có hàm ngược là hàm logarit.

## Các công thức đặc biệt

Đồ thị hàm y = e^{x} (màu xanh) và của chính hàm đó theo phép nội suy Taylor.

- Từ phép nội suy Taylor người ta tìm được ước lượng như sau:

{\displaystyle e^{x}=\sum _{n=0}^{\infty }{x^{n} \over n!}=1+x+{x^{2} \over 2!}+{x^{3} \over 3!}+{x^{4} \over 4!}+\cdots .}

## Các công thức liên phân số của số Euler
{\displaystyle \,\ e^{x}=1+{\cfrac {x}{1-{\cfrac {x}{x+2-{\cfrac {2x}{x+3-{\cfrac {3x}{x+4-{\cfrac {4x}{x+5-{\cfrac {5x}{x+6-\ddots }}}}}}}}}}}}}
{\displaystyle e^{2x/y}=1+{\cfrac {2x}{y-x+{\cfrac {x^{2}}{3y+{\cfrac {x^{2}}{5y+{\cfrac {x^{2}}{7y+{\cfrac {x^{2}}{9y+{\cfrac {x^{2}}{11y+{\cfrac {x^{2}}{13y+\ddots \,}}}}}}}}}}}}}}}
Trường hợp đặc biệt khi x = y = 1:
{\displaystyle e^{2}=7+{\cfrac {2}{5+{\cfrac {1}{7+{\cfrac {1}{9+{\cfrac {1}{11+{\cfrac {1}{13+\ddots .}}}}}}}}}}}

## Mở rộng cho số mũ phức

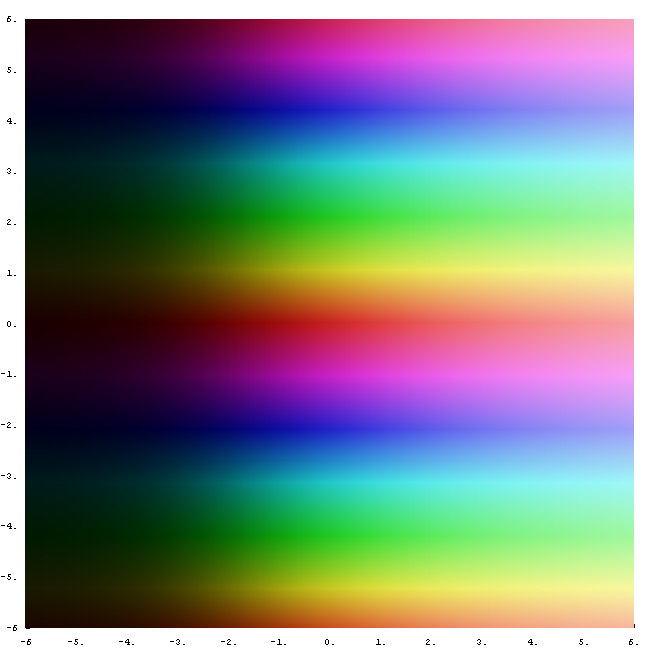
Đồ thị dạng quang phổ của hàm z = e^{x + iy}. Hướng từ tối đến sáng theo chiều tăng của trục thực cho thấy hàm số là đơn điệu tăng. Các vạch màu luân phiên tuần hoàn song song với trục thực cho thấy hàm là hàm tuần hoàn.

Người ta đã chứng minh được trong mặt phẳng phức thì công thức ước lượng trên vẫn đúng. Do vậy mọi tính chất của hàm mũ số mũ thực đều đúng trong số mũ phức.
Khi đó, biểu thị:
{\displaystyle e^{x+iy}=e^{x}\times e^{iy}}
Theo công thức Euler ta có: {\displaystyle e^{iy}=\cos y+i\sin y}
Như vậy: {\displaystyle e^{x+iy}=e^{x}(\cos y+i\sin y)}. Theo đó hàm tuần hoàn theo chu kỳ 2πi.
Tuy nhiên cần lưu ý, phép nâng lũy thừa trong hàm mũ phức không hề giống như mũ thực:
{\displaystyle (e^{z})^{w}\not =\ e^{(zw)}}

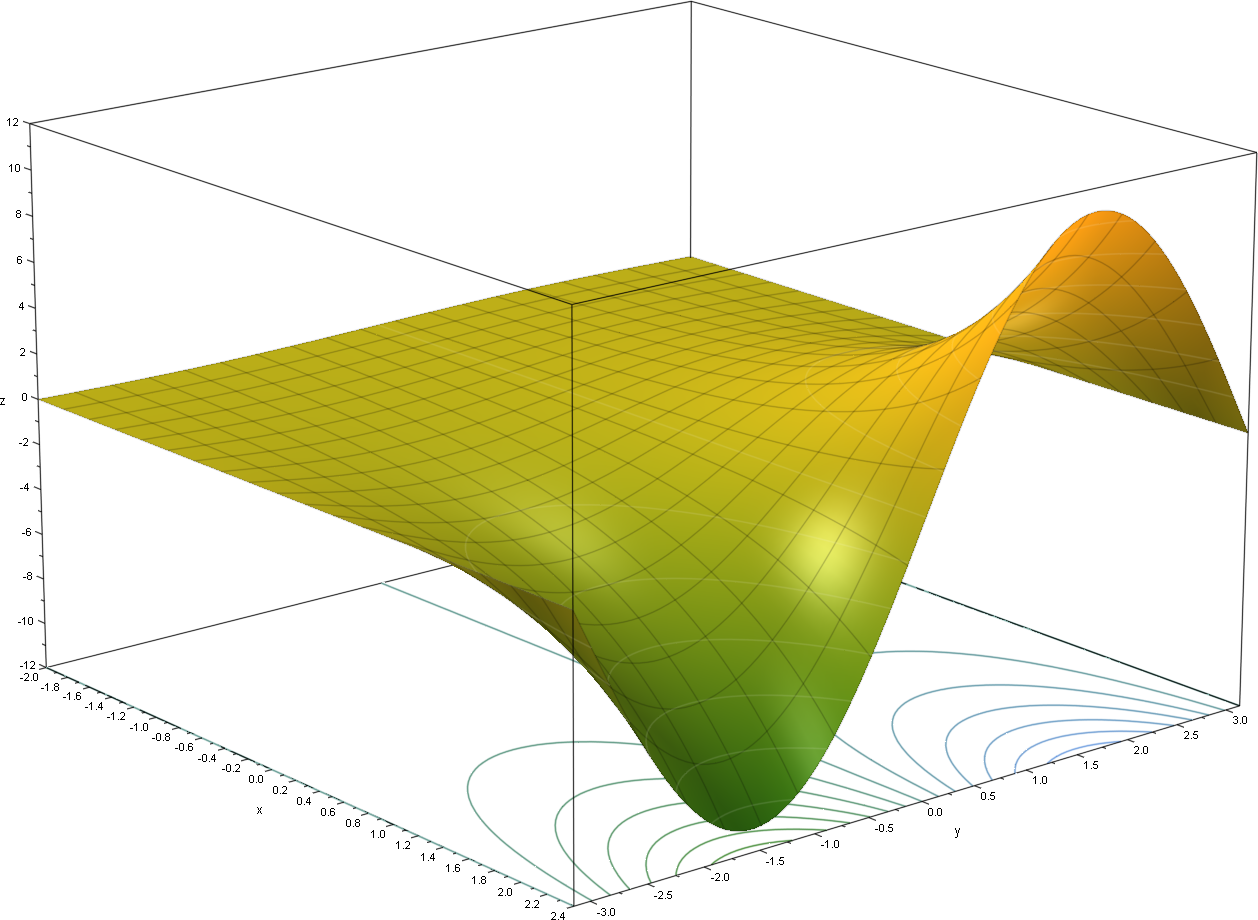
Đồ thị hàm Z = Im(ex + iy).
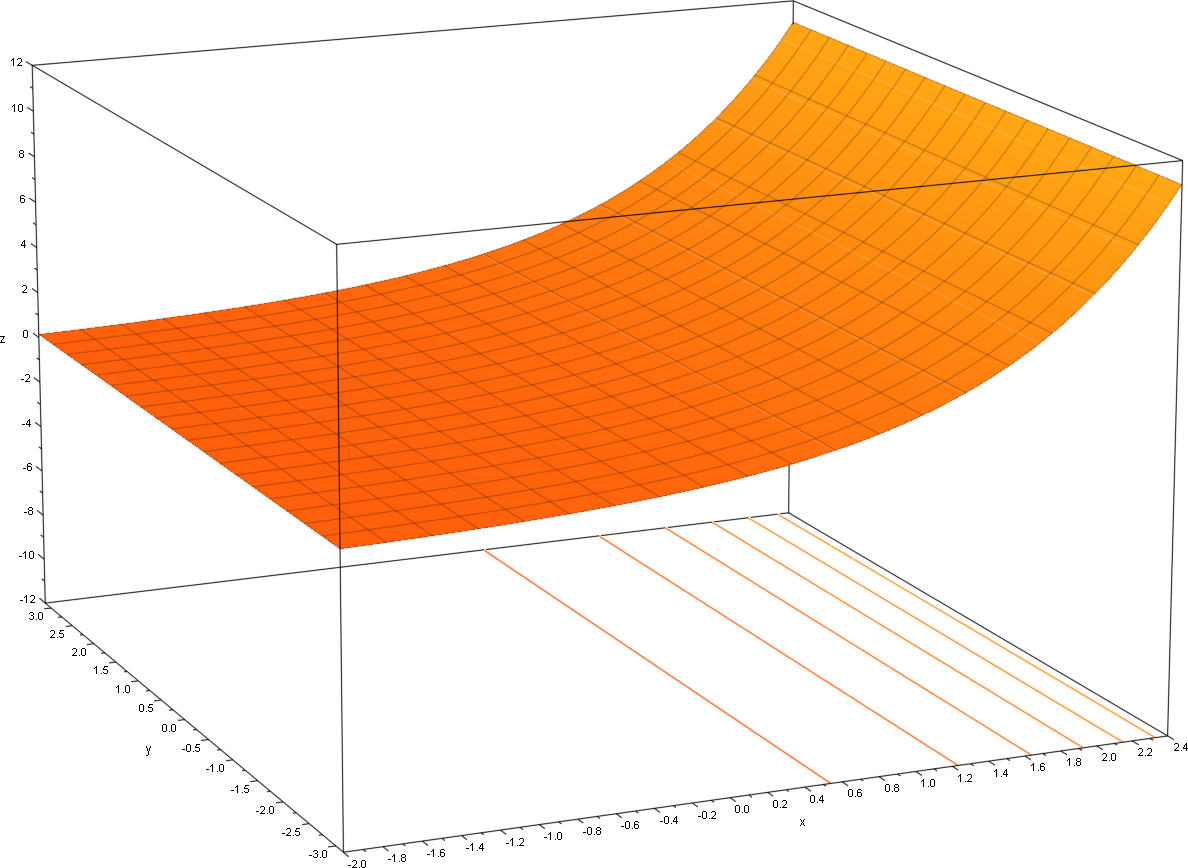
Đồ thị hàm Z=Module(ex + iy).
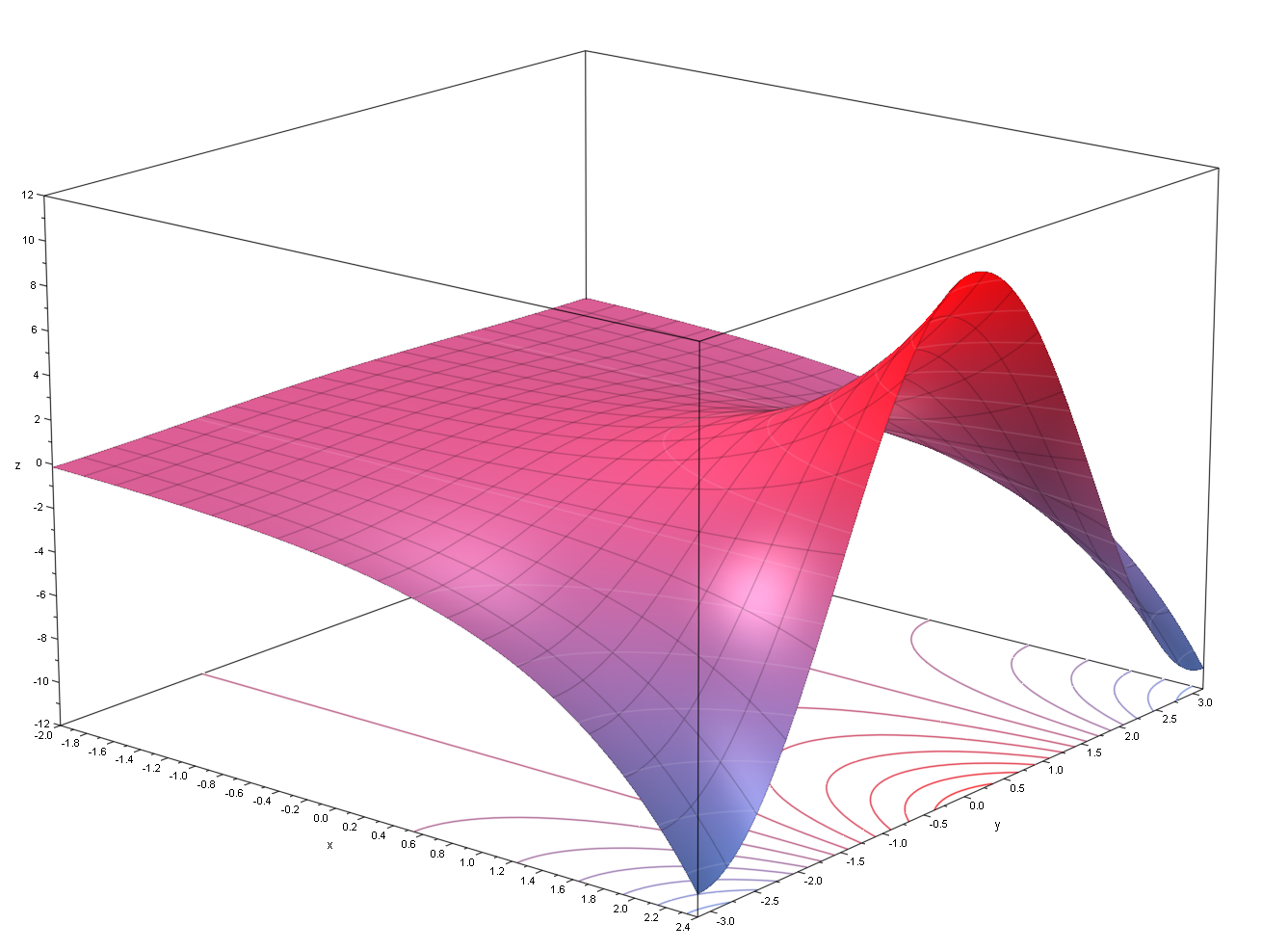
Đồ thị hàm Z = Re(ex + iy).

Nếu như cơ số cũng là số phức người ta tính như sau:
{\displaystyle a^{b}=\left(re^{{\theta }i}\right)^{b}=e^{b(\ln r+{\theta }i)}}.